# Mistrovství Evropy ve sportovním lezení 2004
Mistrovství Evropy ve sportovním lezení 2004 (anglicky: UIAA European Championship, francouzsky: Championnats d'Europe d'escalade, německy: Klettern Europameisterschaft, italsky: Campionato europeo di arrampicata) se uskutečnilo jako šestý ročník 21.-27. června v italském Leccu pod hlavičkou Mezinárodní horolezecké federace (UIAA), bylo to jediné ME pořádané v Itálii.
Kromě lezení na obtížnost a rychlost se závodilo již druhým rokem také v boulderingu..

## Průběh závodů
První den se závodilo v lezení na rychlost, poté v boulderingu a nakonec v lezení na obtížnost.
Ramón Julián Puigblanque netopoval a spadl ze stejného místa jako Alexandre Chabot, ale vyhrál díky lepšímu umístění v semifinále. Tomáš Mrázek topoval finálovou cestu jako jediný, ale rozhodčí neuznali protest ani jeho vítězství kvůli přešlapu za zónu a to i přes to, že ho nechali po chybě pokračovat v cestě.

### Češi na ME
Šampionátu se tento rok zúčastnila velmi silná sestava sedmi mužů a čtyř žen z České republiky, tehdejším vedoucím reprezentace byl Slávek Vomáčko.
Tři ženy postoupily v lezení na obtížnost do semifinále, Tomáš Mrázek byl v semifinále průběžně druhý a nakonec skončil po neuznané chybě sedmý.
V boulderingu postoupila Helena Lipenská v kvalifikaci z pátého místa do finále, kde skončila jedenáctá.
Naši závodníci na rychlost s doprovodem Jana Kareše se umístili na posledních místech za nepočetnou konkurencí, která však vedla světový ranking v této disciplíně.

### Výsledky mužů a žen
| obtížnost                   | obtížnost             | rychlost               | rychlost              | bouldering         | bouldering          |
| --------------------------- | --------------------- | ---------------------- | --------------------- | ------------------ | ------------------- |
| muži                        | ženy                  | muži                   | ženy                  | muži               | ženy                |
| 1. Ramón Julián Puigblanque | 1. Bettina Schöpf     | 1. Alexandr Pěšechonov | 1. Anna Stenkovaja    | 1. Daniel Du Lac   | 1. Olga Bibiková    |
| 2. Alexandre Chabot         | 2. Natalija Gros      | 2. Maxim Stěnkovyj     | 2. Valentina Jurinová | 2. Andrew Earl     | 2. Anna Stöhr       |
| 3. François Auclair         | 3. Katharina Saurwein | 3. Alexandre Chaoulsky | 3. Maja Piratinskaja  | 3. Gabriele Moroni | 3. Corinne Theroux  |
|                             |                       |                        |                       |                    |                     |
| 7. Tomáš Mrázek             | 24. Nelly Kudrová     | 11. Libor Hroza        | 10. Eliška Karešová   | 21. Jakub Hlaváček | 11. Helena Lipenská |
| 30.-33. Jan Zbranek         | 25. Tereza Kysilková  | 17. Jiří Švácha        | —                     | 37. Karel Černý    | 28. Nelly Kudrová   |
| 51. Jakub Hlaváček          | 26. Helena Lipenská   | —                      | —                     | 41. Jan Zbranek    | —                   |
| 55.-57. Zdeněk Resch        | —                     | —                      | —                     | —                  | —                   |
| ?8? finalistů               | ? finalistek          | 4/8 finalistů          | 4/8 finalistek        | ? finalistů        | ?10? finalistek     |
| ? semifinalistů             | ?26? semifinalistek   | 16 semifinalistů       | bez semifinále        | ? semifinalistů    | bez semifinále      |
| 61 mužů                     | 43 žen                | 18 mužů                | 13 žen                | 57 mužů            | 35 žen              |

### Medaile podle zemí
| pořadí | stát               | Zlatá medaile | Stříbrná medaile | Bronzová medaile | celkem |
| ------ | ------------------ | ------------- | ---------------- | ---------------- | ------ |
| 1.     | Rusko              | 3             | 1                | 2                | 6      |
| 2.     | Francie            | 1             | 1                | 2                | 4      |
| 3.     | Rakousko           | 1             | 1                | 1                | 3      |
| 4.     | Španělsko          | 1             | 0                | 0                | 1      |
| 5.     | Slovinsko          | 0             | 1                | 0                | 1      |
| 5.     | Ukrajina           | 0             | 1                | 0                | 1      |
| 5.     | Spojené království | 0             | 1                | 0                | 1      |
| 8.     | Itálie             | 0             | 0                | 1                | 1      |

### Zúčastněné země
| (dle nejlepšího závodníka) | (dle nejlepšího závodníka) | (dle nejlepšího závodníka) | (dle nejlepšího závodníka) | (dle nejlepšího závodníka) | (dle nejlepšího závodníka) | (dle nejlepšího závodníka) |
|                            | obtížnost                  | obtížnost                  | rychlost                   | rychlost                   | bouldering                 | bouldering                 |
| muži                       | ženy                       | muži                       | ženy                       | muži                       | ženy                       |                            |
| -------------------------- | -------------------------- | -------------------------- | -------------------------- | -------------------------- | -------------------------- | -------------------------- |
| 1.                         | Španělsko                  | Rakousko                   | Rusko                      | Rusko                      | Francie                    | Rusko                      |
| 2.                         | Francie                    | Slovinsko                  | Ukrajina                   | Polsko                     | Spojené království         | Rakousko                   |
| 3.                         | Itálie                     | Itálie                     | Maďarsko                   | Ukrajina                   | Itálie                     | Francie                    |
| 4.                         | Ukrajina                   | Francie                    | Polsko                     | Česko                      | Švýcarsko                  | Ukrajina                   |
| 5.                         | Česko                      | Švýcarsko                  | Francie                    | Bulharsko                  | Rusko                      | Polsko                     |
| 6.                         | Švýcarsko                  | Ukrajina                   | Česko                      | Belgie                     | Slovensko                  | Belgie                     |
| 7.                         | Slovinsko                  | Rusko                      | Rakousko                   | Švédsko                    | Ukrajina                   | Itálie                     |
| 8.                         | Rusko                      | Belgie                     | Belgie                     | —                          | Německo                    | Česko                      |
| 9.                         | Nizozemsko                 | Polsko                     | —                          | —                          | Rakousko                   | Spojené království         |
| 10.                        | Bělorusko                  | Česko                      | —                          | —                          | Nizozemsko                 | Španělsko                  |
| 11.                        | Švédsko                    | Slovensko                  | —                          | —                          | Polsko                     | Bulharsko                  |
| 12.                        | Německo                    | Nizozemsko                 | —                          | —                          | Slovinsko                  | —                          |
| 13.                        | Spojené království         | Německo                    | —                          | —                          | Česko                      | —                          |
| 14.                        | Rakousko                   | Norsko                     | —                          | —                          | Španělsko                  | —                          |
| 15.                        | Slovensko                  | Bulharsko                  | —                          | —                          | Finsko                     | —                          |
| 16.                        | Bulharsko                  | Švédsko                    | —                          | —                          | Bělorusko                  | —                          |
| 17.                        | Polsko                     | Španělsko                  | —                          | —                          | Švédsko                    | —                          |
| 18.                        | Belgie                     | Finsko                     | —                          | —                          | Bulharsko                  | —                          |
| 19.                        | —                          | —                          | —                          | —                          | Izrael                     | —                          |
| (22)                       | 18                         | 18                         | 8                          | 7                          | 19                         | 11                         |